# Phreedom
Phreedom es un programa de punto de ventas y contabilidad.  Fue desarrollado como un proyecto de software libre y gratis basado en internet.  Es una applicación del tipo  Planificación de recursos empresariales (ERP en inglés).  El programa está escrito en el lenguaje de programación PHP con interfaz a una base de datos MySQL.  El objetivo es proveer a las empresas de una herramienta que posea todas las funciones necesarias para su administración, que resida en un servidor en el ambiente de internet y que sea accesible a través de cualquier software de navegación de internet.  Phreedom es una alternativa de cero costo para las empresas, de plataforma independiente, navegador independiente y puede traducirse a cualquier idioma.
Originalmente fue desarrollado como PhreeBooks, pero recientemente fue expandido a Phreedom, como una solución de ERP/contabilidad diseñado para la pequeña y mediana empresa (PYMES).  La interfaz del administrador está basado en el conocido programa de comercio electrónico ZenCart.
Phreedom es un conjunto de herramientas modulares de administración de empresas con base en el programa de contabilidad PhreeBooks. El proyecto es patrocinado por PhreeSoft, LLC quien es responsable de desarrollar el código núcleo y administrar el proyecto.  Algunas características del programa son: contabilidad de partida doble, administración total de inventarios, control de costos de proyecto, administración de clientes, interfaz a los servicios de las principales empresas de envíos y pagos electrónicos, control de procesos de fabricación y más. 
Una copia de Phreedom está disponible en internet como demostración. Esta es una versión funcional con todas las opciones y módulos núcleo habilitados y algunos módulos opcionales instalados. La versión de demostración permite a los usuarios familiarizarse con las funciones disponibles y las opciones de configuración. Las credenciales para el sitio de demostración son usuario: demo clave: demouser. 

## Funcionalidad
Algunos puntos sobresalientes son: cuentas separadas con la información de clientes y proveedores, capacidad completa de administración y seguimiento de inventarios, genera estados financieros completos, impresión de giros bancarios, conciliación de cuentas bancarias, capacidad flexible para importar y exportar información, interfaz en XML a programas de carro de compras populares (ZenCart, osCommerce y OpenCart), sistema robusto de reportes y formularios de impresión, administración de modos de envío expandible, sistema de seguridad a nivel de usuario, y sistema de ayuda por medio de ventanas emergentes sensible al contexto (PhreeHelp). Módulos opcionales disponibles son: Punto de venta, ZenCart, OpenCart, Control de documentos, Importe de datos bancarios, Traductor de idiomas, Reclamo de garantías (RMA), Orden de trabajo, Importe masivo de cambio de precios, Activos y otros.  Los métodos de pagos disponibles son: Authorize.net, Linkpoint API, PayPal, FirstData Gateway y Elevon.  Los métodos de envío disponibles son: Endicia, Ups, Fedex y Usps.

## Traducciones
Phreedom está disponible en los idiomas alemán, danés, español, francés, húngaro, inglés y ruso.

## Descargas
Phreedom se puede descargar de Sourceforge y de Google Code.

## Evaluaciones
Phreedom es considerado por algunos como reemplazo gratis y de fuente libre para programas comerciales tales como QuickBooks™ (QB)  y Peachtree™ y alternativas para reemplazar Gnucash y Quicken